# 久米島町営仲里野球場
久米島町営仲里野球場（くめじまちょうえい・なかざとやきゅうじょう）は、沖縄県島尻郡久米島町の仲里総合運動公園内にある野球場である。久米島町が運営管理を行っている。

## 歴史
旧仲里村の仲里村総合運動公園内に仲里村営野球場（なかざとそんえいやきゅうじょう）として開設された。2002年4月1日、仲里村が具志川村と新設合併し「久米島町」となったのに伴い、現名称となった。
2004年秋にプロ野球に新規参入した東北楽天ゴールデンイーグルスが2005年の春季キャンプを久米島で実施することになった（第一次。同年の二次キャンプは宮崎県日向市）。ただ当時、島内にはスタンド付きの野球場がなかったため、同年は仲里球場を改修して使用することになった。改修にあたって町に対し琉球銀行、日本トランスオーシャン航空、久米島の久米仙など県内財界から寄附金や野球練習用機材の寄贈があった。フィールドは当初両翼94m、中堅120mだったが改修工事では両翼100m、中堅122mのプロ野球開催規格に拡張された。更に内野の土を沖縄特有の赤土から黒土に入れ替えた他、外野の芝の張替え、防球ネットの取り付けなどを行い1月27日に完工。2月1日から楽天が一軍・二軍合同の第一次キャンプを行った。
しかし仲里野球場は元々本格的な設備を有する施設ではなかったため、同年のキャンプ期間中には様々な問題点が明らかとなった。常設のバックスクリーンや常設のスコアボードがなくプレーに支障がある上、スタンドがないため観客席の収容数も400人程度と少なく、ロッカー等もないため選手の更衣も隣接する体育館で行わざるを得ず、更に雨天時などに使用する屋内練習場「久米島ホタルドーム」がある久米島町総合運動公園からは約13kmも離れており、その都度移動を余儀なくされた。このように、特にプロ一軍のキャンプを行う施設としては著しく不便であることから、町は今後も楽天のキャンプを長期的に継続して支援するため、具志川地区の久米島運動公園内に新たに野球場を建設することになった。
2006年、久米島野球場のフィールド部分とメインスタンドが完成したのに伴い楽天は同年の春季キャンプを一軍・二軍に振り分けて実施、一軍は久米島野球場、二軍は仲里野球場を使用した。

## 施設概要
- 両翼：100m、中堅：122m
- 内野：クレー舗装、外野：天然芝
- バックスクリーン（ネット式）
- スコアボード：なし
- 照明設備：なし

## 運動公園内その他の施設
- 多目的グラウンド
- サブグラウンド
- 投球練習場（ブルペン）
- バッティングケージ
- プール

## 交通
- 久米島空港から久米島町営バスで「グラウンド・B&Gプール前」下車すぐ